# حمید نظری
حمید نظری (زاده ۲۲ دی ۱۳۶۷ در تهران) تکواندوکار رشته پومسه اهل ایران است. وی در سال ۲۰۲۱ به عنوان فنی‌ترین بازیکن پومسه سال آسیا شناخته شد.
از افتخارات وی می‌توان به کسب مدال طلا مسابقات قهرمانی آسیا لبنان ۲۰۲۱ اشاره کرد.

## افتخارات
- مدال طلا مسابقات قهرمانی آسیا لبنان و فنی‌ترین بازیکن آسیا در سال ۲۰۲۱.[۱۳]
- مدال نقره مسابقات آنلاین آسیایی کره‌جنوبی در سال ۲۰۲۱.
- مدال برنز مسابقات آنلاین جهانی کره‌جنوبی در سال ۲۰۲۰.[۱۴]
- مدال برنز المپیک دانشجویان جهان چین در سال ۲۰۱۱.[۱۵]
- مدال برنز قهرمانی جهان روسیه در سال ۲۰۱۱.[۱۶]
- مدال نقره دانشجویان جهان اسپانیا در سال ۲۰۱۰.
- مدال برنز المپیک دانشجویان جهان صربستان در سال ۲۰۰۹.[۱۷][۱۸]
- مدال برنز قهرمانی جهان مصر در سال ۲۰۰۹.
- مدال طلای مسابقات جهانی ترکیه در سال ۲۰۰۸.[۱۹]
- مدال نقره مسابقات جهانی کره‌جنوبی در سال ۲۰۰۷.[۲۰][۱۶]

## سوابق مربی‌گری
- سرمربی تیم باشگاهی پومسه راهیان در لیگ برتر پوسمه کشور در سال ۱۴۰۰.[۲۱]
- سرمربی تیم ملی نونهالان در مسابقات قهرمانی آسیا ویتنام در سال ۲۰۱۷.[۲۲]
- مربی تیم ملی پومسه در مسابقات جهانی پرو در سال ۲۰۱۶.[۲۳]

## سوابق کاری
- مسئول کمیته پومسه استان تهران از سال ۱۳۹۹.[۲۴]